# Nokere Koerse femenina 2021
La 2.ª edición del Nokere Koerse femenina (oficialmente: Danilith Nokere Koerse) se celebró el 17 de marzo de 2021 sobre un recorrido de 120 km con inicio en la ciudad de Deinze y final en la ciudad de Nokereberg en Bélgica.
La carrera hizo parte del Calendario UCI Femenino 2021 como competencia de categoría 1.Pro y fue ganada por la ciclista neerlandesa Amy Pieters del equipo SD Worx. El podio lo completaron la ciclista australiana Grace Brown del equipo Team BikeExchange y la ciclista alemana Lisa Klein del equipo Canyon SRAM Racing.

## Equipos
Tomaron parte en la carrera un total de 20 equipos invitados por la organización, 9 de los cuales fueron de categoría UCI WordTeam Femenino y 11 de categoría UCI Women's continental teams, quienes conformaron un pelotón de 115 ciclistas de las cuales terminaron 52. Los equipos participantes fueron:
| translation for headoftableIII_translate index 58 not found (9)- Alé BTC Ljubljana - Canyon-SRAM Racing - FDJ-Nouvelle Aquitaine-Futuroscope - Liv Racing - Movistar Team - SD Worx - Team BikeExchange - Team DSM - Trek-Segafredo UCI Women's continental teams (4)- Ceratizit-WNT Pro Cycling - Drops-Le col - Multum Accountants - Team Tibco-Silicon Valley Bank Unknown team category (7)- Bingoal Casino-Chevalmeire - Doltcini-Van Eyck Sport-Proximus - Lotto Soudal Ladies - NXTG Racing - Parkhotel Valkenburg - Jumbo-Visma - Valcar-Travel & Service |
| |

## Clasificaciones finales
Las clasificaciones finalizaron de la siguiente forma:

### Clasificación general
| \| Clasificación general \| Clasificación general \| Clasificación general \| Clasificación general \| Clasificación general \| \| Ciclista \| Ciclista \| Equipo \| Tiempo \| \| \| --------------------- \| ------------------------- \| ------------------------- \| --------------------- \| --------------------- \| \| 1.ª \| Amy Pieters \| SD Worx \| 3 h 13 min 53 s \| \| \| 2.ª \| Grace Brown \| Team BikeExchange \| + 0 s \| \| \| 3.ª \| Lisa Klein \| Canyon-SRAM Racing \| + 4 s \| \| \| 4.ª \| Lotte Kopecky \| Liv Racing \| + 20 s \| \| \| 5.ª \| Jolien D'Hoore \| SD Worx \| + 20 s \| \| \| 6.ª \| Lorena Wiebes \| Team DSM \| + 20 s \| \| \| 7.ª \| Maria Giulia Confalonieri \| Ceratizit-WNT Pro Cycling \| + 20 s \| \| \| 8.ª \| Emma Norsgaard \| Movistar Team \| + 20 s \| \| \| 9.ª \| Marta Bastianelli \| Alé BTC Ljubljana \| + 20 s \| \| \| 10.ª \| Christine Majerus \| SD Worx \| + 23 s \| \| |                           |                           |                 |
| |                           |                           |                 |
| Fuentes: ProCyclingStats Cycling Quotient |                           |                           |                 |
| Clasificación general |                           |                           |                 |
| Ciclista | Ciclista                  | Equipo                    | Tiempo          |
| 1.ª | Amy Pieters               | SD Worx                   | 3 h 13 min 53 s |
| 2.ª | Grace Brown               | Team BikeExchange         | + 0 s           |
| 3.ª | Lisa Klein                | Canyon-SRAM Racing        | + 4 s           |
| 4.ª | Lotte Kopecky             | Liv Racing                | + 20 s          |
| 5.ª | Jolien D'Hoore            | SD Worx                   | + 20 s          |
| 6.ª | Lorena Wiebes             | Team DSM                  | + 20 s          |
| 7.ª | Maria Giulia Confalonieri | Ceratizit-WNT Pro Cycling | + 20 s          |
| 8.ª | Emma Norsgaard            | Movistar Team             | + 20 s          |
| 9.ª | Marta Bastianelli         | Alé BTC Ljubljana         | + 20 s          |
| 10.ª | Christine Majerus         | SD Worx                   | + 23 s          |

## Ciclistas participantes y posiciones finales
Convenciones:
- AB: Abandono
- FLT: Retiro por llegada fuera del límite de tiempo
- NTS: No tomó la salida
- DES: Descalificada o expulsada

## UCI World Ranking
El Nokere Koerse femenina  otorgó puntos para el UCI World Ranking Femenino para corredoras de los equipos en las categorías UCI WordTeam Femenino y UCI Women's continental teams. Las siguientes tablas muestran el baremo de puntuación y las 10 corredoras que obtuvieron más puntos:
| Posición   | 1.ª | 2.ª | 3.ª | 4.ª | 5.ª | 6.ª | 7.ª | 8.ª | 9.ª | 10.ª | 11.ª | 12.ª | 13.ª | 14.ª | 15.ª | 16.ª-25.ª |
| Puntuación | 200 | 150 | 125 | 100 | 85  | 70  | 60  | 50  | 40  | 35   | 30   | 25   | 20   | 15   | 10   | 5         |

| Clasificación |                           |                    |        |
| Posición      | Ciclista                  | Equipo             | Puntos |
| ------------- | ------------------------- | ------------------ | ------ |
| 1.ª           | Amy Pieters               | SD Worx            | 200    |
| 2.ª           | Grace Brown               | Team BikeExchange  | 150    |
| 3.ª           | Lisa Klein                | Canyon SRAM Racing | 125    |
| 4.ª           | Lotte Kopecky             | Liv Racing         | 100    |
| 5.ª           | Jolien D'Hoore            | SD Worx            | 85     |
| 6.ª           | Lorena Wiebes             | Team DSM           | 70     |
| 7.ª           | Maria Giulia Confalonieri | Ceratizit-WNT      | 60     |
| 8.ª           | Emma Norsgaard Jørgensen  | Movistar Team      | 50     |
| 9.ª           | Marta Bastianelli         | Alé BTC Ljubljana  | 40     |
| 10.ª          | Christine Majerus         | SD Worx            | 35     |